# Parafia św. Jana Kronsztadzkiego i św. Nektariusza z Eginy w Rennes
Parafia św. Jana Kronsztadzkiego i św. Nektariusza z Eginy – parafia Greckiej Metropolii Francji w Rennes. Skupia głównie wiernych narodowości rosyjskiej oraz konwertytów francuskich.
Parafia do 2018 r. wchodziła w skład Zachodnioeuropejskiego Egzarchatu Parafii Rosyjskich.